# Puch-d'Agenais
Puch-d'Agenais é uma comuna francesa na região administrativa da Nova Aquitânia, no departamento Lot-et-Garonne. Estende-se por uma área de 23,36 km². Em 2010 a comuna tinha 711 habitantes (densidade: 30,4 hab./km²).